# Comuna Elin Pelin, Sofia
Elin Pelin (în bulgară Елин Пелин) este o comună în regiunea Sofia, Bulgaria, formată din orașul Elin Pelin și 18 sate. 

## Localități componente

### Orașe
- Elin Pelin

### Sate
| - Bogdanlia - Ciurek - Doganovo - Eleșnița - Gara Elin Pelin - Gabra | - Golema Rakovița - Grigorevo - Karapolți - Krușovița - Lesnovo - Musacevo | - Novi Han - Ogneanovo - Petkovo - Potop - Ravno Pole - Stolnik |

## Demografie
Componența etnică a comunei Elin Pelin
     Romi (2,42%)
     Bulgari (80,88%)
     Nicio identificare (16,25%)
     Altele (0,68%)
La recensământul din 2011, populația comunei Elin Pelin era de 22.841 locuitori. Din punct de vedere etnic, majoritatea locuitorilor (80,88%) erau bulgari, cu o minoritate de romi (2,42%). Pentru 16,25% din locuitori nu este cunoscută apartenența etnică.